# Les Ailes de l'ambition
Les Ailes de l'ambition (Kuş Uçuşu), est une série télévisée turque en 24 épisodes d'environ 45 minutes créée par Meriç Acemi et mise en ligne à l'international entre le 3 juin 2022 et le 11 avril 2024 sur Netflix,,.

## Synopsis
La vie de rêve d'une célèbre présentatrice télé s'écroule lorsqu'une stagiaire ambitieuse commence à saboter son travail et à semer la discorde dans son mariage.

## Distribution

### Acteurs principaux
- Birce Akalay (tr) : Lale Kiran
- Miray Daner (tr) : Asli Tuna
- İbrahim Çelikkol : Kenan Sezgin
- İrem Sak (tr) : Müge Türkmen
- Burak Yamantürk (tr) : Selim Kıran
- Defne Kayalar : Gül Simin
- Zafer Ergin (tr) : Sulhi
- Şifanur Gül (tr) : Güliz Tümer
- Demircan Kaçel : Yusuf Tunca

## Production

### Développement
La série est créée par Meriç Acemi qui fait également le scénario de la série réalisé par Deniz Yorulmazer, Koray Kerimoğlu et Burak Müjdeci,,. La série est écrite par Meriç Acemi et produit par Ay Yapım.
À la suite du succès de la première saison, la série a été renouvelée pour une deuxième et troisième saison,.

### Tournage
Le tournage de la série a eu lieu à Istanbul et dans ses environs,.

### Distribution
La série est mise en ligne à l'international sur Netflix depuis le 3 juin 2022 tandis que la deuxième saison est mise en ligne le 14 décembre 2023 et la troisième et dernière saison est mise en ligne le 11 avril 2024,.

## Fiche technique
Sauf indication contraire, les informations mentionnées dans cette section peuvent être confirmées par la base de données cinématographiques IMDb,  présente dans la section « Liens externes ».
- Titre original : Kuş Uçuşu
- Titre français : Les Ailes de l'ambition
- Création : Meriç Acemi
- Réalisation : Deniz Yorulmazer, Koray Kerimoğlu, Burak Müjdeci
- Scénario : Meriç Acemi, Deniz Yorulmazer, Koray Kerimoğlu, Burak Müjdeci
- Musique :
  - Compositeur(s) : Toygar Isıklı
  - Compositeur(s) de musique thématique : Toygar Isikli, Tuncer Isikli, Kerem Türkaydin, Derek Whitacre
- Production :
  - Producteur(s) : Kerem Catay
  - Producteur(s) exécutive(s) : Kerem Çatay, Emrah Gamsizoglu
- Société(s) de production : Netflix, Ay Yapım
- Pays d'origine :  Turquie
- Langue d'origine : Turc
- Format :
  - Format image : 720p (HDTV)
  - Format audio : 5.1 surround sound
- Genre : dramatiques, turc, émotions
- Durée : 41-55 minutes
- Date de première diffusion :
  - 3 juin 2022 sur Netflix
- Classification : déconseillé aux moins de 13 ans

Adaptation
Version française
- Société de doublage : VSI Paris - Chinkel
- Direction artistique : Anne Mathot, Julie Bellegarde
- Adaptation des dialogues : Régis Ecosse
- Enregistrement : Nicolas Velasco, Geoffrey Haddadi, Rodolphe Demay, Françoise Trouy
- Montage : Geoffrey Haddadi
- Mixage audio : Rodolphe Demay
- Gestion de projet : Sebastien Goepfert

 Source et légende : version française (VF) sur RS Doublage

## Épisodes
| Saisons | Saisons | Épisodes | Diffusion originale |
| ------- | ------- | -------- | ------------------- |
|         | 1       | 8        | 3 juin 2022         |
|         | 2       | 8        | 14 décembre 2023    |
|         | 3       | 8        | 11 avril 2024       |

Pour chaque saison, les épisodes, sans titres, sont numérotés de un à huit.

## Prix et récompenses
Prix distinctifs des festivals arabes internationaux
- 2022 : Prix d' Actrice Internationale de l'Année à Birce Akalay

Prix Pantene Papillon d'Or
- 2022 : Nomination pour la meilleure série Internet pour Les Ailes de l'ambition (Kuş Uçuşu)
- 2022 : Nomination pour la meilleure série Internet à Deniz Yorulmazer, Meriç Acemi, Kerem Çatay, Birce Akalay, Miray Daner et İbrahim Çelikkol

Prix de la jeunesse turque
- 2023 : Nomination pour la Meilleure Série sur Plateforme Numérique pour Les Ailes de l'ambition (Kuş Uçuşu)
- 2023 : Nomination de la Meilleure Actrice TV pour Birce Akalay
- 2023 : Nomination de la Meilleure Actrice TV pour Miray Daner
- 2023 : Nomination de la meilleure actrice de télévision dans un second rôle pour İrem Sak